# Jaume Arau i Montaner
Jaume Arau i Montaner (? - 1778) fou un músic i mestre de capella català.
Va ser mestre de Capella de la col·legiata de Santa Anna de Barcelona i després va regir el magisteri de Santa Maria de Mataró. Quan es varen traslladar les relíquies de les Santes des del monestir de Sant Cugat a Mataró, l'any 1772, va estrenar el seu oratori La paz y lustre buelto a su patria, simbolizado en el arca del Testamento, trasladad de Casa de Obededom a la Santa Ciudad de Sion. L'any 1778, abans de morir, va nomenar hereu dels seus béns a l'ajuntament, a qui va cedir "los llibres de música dits Borradors". Va demanar ser sepultat a la porta de l'església mataronina de Santa Anna, sota una llosa, amb la inscripció ”hic jacet homo, minus nihil”. Entre l'inventari de les seves pertinences hi havia una guitarra.
Es conserven obres seves al fons musical de l'església parroquial de Santa Maria de Mataró (MatC).